# Crin Halaicu
Crin Halaicu (n. 22 iunie 1952, București, România) este un om de afaceri și politician român, fost primar general al Bucureștiului în perioada februarie 1992 - iunie 1996.

## Studiile
A absolvit Liceul „Aurel Vlaicu” din București, apoi, în 1979, Institutul de Construcții București, Facultatea de Instalații, secția Ingineri.

## Activitate profesională
- 1979 - 1982: inginer la Centrala Hidrolectrica „Porțile de Fier 2”
- 1982 - 1986: inginer la INCERC București
- 1986 - 1992: inginer la IACERD (Amenajarea Dâmboviței).

## Cariera politică
A fost, pe rând, vicepreședinte al organizației PNL sector 5 (1990 - 1992), vicepreședinte PNL (1992 - 1994) și secretar general al PNL (1994 - 1996).
Ca membru al Partidul Național Liberal din 6 ianuarie 1990, participă în 1992 la alegerile locale pentru fotoliul de primar general al Bucureștiului (organizate conform Legii nr. 70 din 26 noiembrie 1991) ca reprezentant al Convenției Democrate Române (CDR), alături de alți 40 de candidați. Dintre aceștia, după primul tur de scrutin din 9 februarie 1992, au rămas în luptă Crin Halaicu, cu 45,94 % din voturile bucureștenilor, și Cazimir Ionescu, din partea Frontului Salvării Naționale (FSN), cu 31,45 %.
Crin Halaicu a devenit primar general la 23 februarie, în al doilea tur de scrutin, cu 55,88 % din voturile valabil exprimate, față de contracandidatul său, Cazimir Ionescu, care a obținut 44,12 %.
Printre cele mai importante realizări din timpul mandatului de Primar General al Capitalei, susținute de un buget anual de aproximativ 300 milioane (bugetul actual al Primăriei depășește 2 miliarde euro/an), se numără:
- rezolvarea problemei alimentării cu apă a zonei centrale a capitalei, prin construirea unui apeduct care a ajuns până în zona Pache Protopopescu/ Mântuleasa. Lucrarea a implicat construirea unui rezervor de mari dimensiuni în zona de Nord a capitalei (rezervorul Nord)
- construirea a 90% din  infrastructură (apă, canal, termoficare, gaze, electricitate, curenți slabi, drumuri) aferentă blocurilor și locuințelor din perimetrul bulevardului Unirii, piața Alba Iulia, bulevardele Decebal, Burebista și zona adiacentă. În această zonă au fost finalizate în mare măsura blocurile lăsate în paragină după decembrie 1989 (circa 16.000 de apartamente)
- construirea integrală a infrastructurii blocurilor date în folosință din zona Mircea Vodă, bd. Mărășești.
- relansarea lucrărilor de alimentare cu apă în zona Crivina (stația de captare și tratare) precum și construirea în proporție de 70% a apeductului Nord.
- întocmirea planurilor de dezvoltare strategică a orașului (transporturi, salubrizare, urbanism, etc.), cunoscute sub numele de planul JICA (Japan International Cooperation Agency).
- începerea întocmirii planului de Urbanism General al Capitalei (PUG)
- preluarea sub umbrela Primăriei și finanțarea instituțiilor de cultură (teatre, muzee, etc)
- începutul finanțării de către Primărie a lucrărilor de mentenanță și  reparație de școli și spitale
- dotarea RATB cu primele autobuze moderne, autobuzele DAF (circa 300 buc). Ele au asigurat transportul public până în anul 2006. Finanțarea producției de  tramvaie moderne, construite de Atelierele RATB în cooperare cu diverși parteneri naționali.
- construirea în parteneriat public-privat a clădirilor World Trade Center București, fostul hotel Sofitel, cartierul Satul Francez și Bucharest Financial Plazza.
- refacerea infrastructurii bulevardelor Regina Elisabeta și Mihail Kogălniceanu
- lansarea proiectului București 2000 și atragerea  unor investitori strategici în București
- facilitarea intrării Bucureștiului în Asociația Capitalelor Francofone, condusă la aceea vreme de primarul Parisului, Jacques Chirac, ulterior Președinte al Republicii Franceze, în 1995, la Conferința Anuală desfășurată la Montreal
- înfrățirea Bucureștiului cu Atlanta în 1993
- stabilirea de legături strategice cu primăriile din Washington, Los Angeles, Chișinău, Haifa (zona locuită de evrei de origine română), Atena, Paris, Istanbul, Pretoria.

După alegerile locale din 1996, la care Crin Halaicu nu a participat, s-a retras din viața publică, dedicându-se afacerilor. Din 1996 a devenit General Manager al Grupului Imobiliar București.
În anul 2009 a revenit în activitatea politică a PNL fiind numit raportorul comisiilor de specialitate PNL Arhivat în 23 iunie 2011, la Wayback Machine. București. Tot în 2009,  Crin Halaicu a donat o sumă importantă partidului, fiind  principalul sponsor din rândul persoanelor fizice.

## Funcții politice
- 1990 - 1992: Vicepreședinte PNL sector 5
- 1992 - 1996: Primar general al municipiului București
- 1992 - 1994: Vicepreședinte PNL
- 1994 - 1996: Secretar General al PNL
- 2009 - 2012: Raportor al Comisiilor de Specialitate PNL București.

## Scrieri
- Crin Halaicu, Șansa prosperității , 143 pagini, Editura Ianus, an de apariție 1993

## Vezi și
- Lista primarilor Bucureștiului